# Myrmarachne richardsi
Myrmarachne richardsi este o specie de păianjeni din genul Myrmarachne, familia Salticidae, descrisă de Wanless, 1978. Conform Catalogue of Life specia Myrmarachne richardsi nu are subspecii cunoscute.